# Южаково (Свердловская область)
Южаково — старинное село в Пригородном районе Свердловской области России. Входит в муниципальный округ Горноуральский, является центром Южаковской территориальной администрации.
Ранее было центром Южаковского сельсовета Пригородного района.

## Население
| 2002 | 2010 | 2021 |
| ---- | ---- | ---- |
| 1052 | ↘910 | ↘710 |

## География
Село Южаково расположено среди полей и лесов к востоку от Уральских гор, к югу от села Мурзинка и к северу от села Кайгородского, на реке Ямбарке. Село находится к северу от Екатеринбурга и в 67 километрах к юго-востоку от Нижнего Тагила (по автодороге в 82 километрах). Возле села на реке Ямбарке имеется небольшой живописный Южаковский водопад, ежегодно привлекающий много туристов.

## История
Село Южаково было основано в 1710 году. В 1924 году объединило деревни Большая, Старая и Новая Южаковка.

## Инфраструктура
В селе Южаково есть православный храм во имя Святителя Николая Мирликийских. Работает детский дом. В селе есть клуб с библиотекой, фельдшерско-акушерский пункт, школа, детский сад, почта и отделение Сбербанка. В селе работает санаторий «Золотое озеро».
Добраться до села можно на автобусе из Нижнего Тагила и Алапаевска.

### Предприятия
- ЗАО «Южаковское»
- КФХ Бызова
- КФХ Шибаева